# Tesla Model S
Tesla Model S är en halvkombi, helelektrisk, femdörrars-sedan, producerad av Tesla Motors. Bilen tillkännagavs för första gången i juni 2008 och visades för första gången för allmänheten i mars 2009 men började säljas i USA i juni 2012 på grund av förseningar. I Sverige började försäljningen av bilen 2013. Bilen erbjuds med batteripack på 100 kWh lithium ion-batteri. 100 kWh modellen klarar ungefär 485 km på en laddning beroende på fart och väder. Den kan accelerera från 0 till 97 km/h (0 till 60 mph) på 2,275 sekunder (100 kWh modellen med Ludicrous Mode). Bilen konkurrerar med modeller som BMW 5-serie och har haft en stor framgång i länder som Norge och USA. Bilen har prisbelönats för sin avancerade teknik och många bilexperter och biltidningar har utnämnt Model S till "årets bil" eller dylikt. I slutet av 2015 fanns det över 1 000 svenskregistrerade Tesla Model S.